# Anemonia cereus
Anemonia cereus is een zeeanemonensoort uit de familie van de Actiniidae. De wetenschappelijke naam van de soort is voor het eerst geldig gepubliceerd in 1844 door Contarini.